# Richmond Heights (Floryda)
Richmond Heights – jednostka osadnicza w Stanach Zjednoczonych, w stanie Floryda, w hrabstwie Miami-Dade.